# Марія Фарруджа
Марія Фарруджа (мальт. Maria Farrugia; нар. 7 березня 1912 — 23 грудня 2024) — мальтійська довгожителька вік якої підтверджено Групою геронтологічних досліджень (GRG) та Групою LongeviQuest (LQ). Вона була найстарішою живою та найстарішою коли небудь людиною в Мальті, а також є першою підтвердженою людиною, яка досягла 110, 111 та 112-річчя в історії Мальти та входила до 40 найстаріших живих людей у світі. Її вік становив 112 років, 291 день.

## Біографія
Марія Фарруджа народилася 7 березня 1912 року в Мості, Північний регіон, Мальта.
Фарруджа вийшла заміж і мала трьох дітей: Анджело, Кармен та Жозефіну. Двоє її дітей (Анджело та Жозефіна) померли у віці 5-ти років. Під час Другої світової війни вона з сім'єю переїхала в Хамрун, південний регіон. Один із її братів загинув у віці 37 років.
В 1962 році Марія Фарруджа овдовіла. Вона багато років працювала кравчинею, в'язала ковдри та продавала козяче молоко.
Її мати померла у віці 100 років.
8 грудня 2021 року у віці 109 років і 276 днів вона перевершила остаточний вік Конні Галеї (1890—2000), ставши найстарішою людиною в Мальті. Через три місяці вона стала першою людиною в країні, яка відсвяткувала 110-річчя.
Фарруджа жила зі своєю донькою Кармен та внуком Стівеном в Хамруні, Мальта, де і померла 23 грудня 2024 року у віці 112 років, 291 день.

## Рекорди довгожителя
- 8 грудня 2021 року після смерті Конні Галеї, Марія Фарруджа стала найстарішою живою людиною в Мальті.
- 7 березня 2024 року Марія Фарруджа стала першою людиною в Мальті, яка досягла 112-річчя[15][16].